# Noël-Noël
Noël-Noël, geboren als Lucien Édouard Noël (* 9. August 1897 in Paris, Frankreich; † 4. Oktober 1989 in Nizza ebenda) war ein französischer Schauspieler und Drehbuchautor.

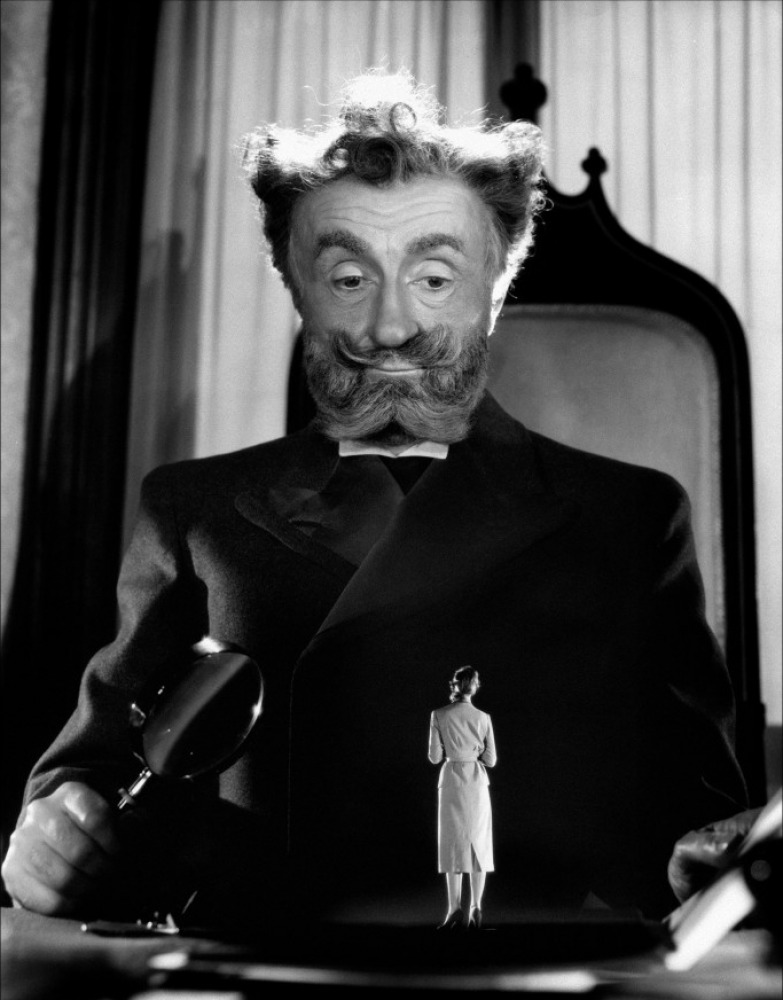
Noël-Noël in “Die sieben Sünden” (1951)

## Leben
Lucien Noël, der Sohn eines Pariser Weinhändlers, war von 1914 bis 1917 in einer Bank angestellt und begann nach seinem Kriegsdienst Anfang der 1920er Jahre als humoristischer Zeichner und Karikaturist zu arbeiten. Seine Arbeiten wurden in den Publikationen Le Canard enchaîné und L’Humanité veröffentlicht. Bereits 1921 trat Noël-Noël erstmals als Chansonnier auf, der auch eigene Lieder (z. B. ‘Le chapeau neuf’, ‘L’enterrement’, ‘La rentrée tardive’) und vortrug. Ab 1927 konnte man den Künstler in Pariser Revuetheatern wie dem Théâtre de Dix heures sehen. Seit 1950 stand er als Präsident dem Syndicat des chansonniers vor.
Nebenbei versuchte sich Noël-Noël auch als Schauspieler, mit Beginn des Tonfilmzeitalters in Frankreich stand er auch regelmäßig vor der Kamera. „Sein Rollenfach war das des typischen, städtischen wie ländlichen, Durchschnittsfranzosen, eine Mischung aus Gutmütigkeit, Schlichtheit und Naivität aber auch Cleverness.“ Er konnte gravitätische Personen vom Stand ebenso spielen wie komische, verschrobene Kauze. Seine bekannteste Figur war der von Noël-Noël selbst konzipierte Filmheld Ademaï Joseph, den er in einer Reihe von kurzen wie abendfüllenden Unterhaltungsfilmen der 1930er und 1940er Jahre verkörperte. Zu einigen seiner Filme verfasste der Pariser auch das Drehbuch, einmal führte er auch Regie. Nach seinen Manuskripten entstand 1969/70 die TV-Serie Le voyageur des siècles.
Noël-Noël hatte auch einige Funktionärsposten in der Filmpolitik inne.

## Filmografie
- 1930: La prison en folie
- 1931: Ménages modernes
- 1931: Pour vivre heureux
- 1932: Octave
- 1932: Monsieur Albert
- 1932: Mistigri
- 1933: La visitée du musée
- 1933: Mon chapeau
- 1933: Vive La compagnie
- 1934: Une fois dans la vie
- 1934: Ademaï aviateur (auch Drehbuch)
- 1935: Pierrot mon ami
- 1935: La centenaire
- 1936: Les aventures de Montonnet (auch Drehbuch)
- 1937: L’innocent (auch Co-Drehbuch)
- 1938: Mannequins
- 1939: La damille Duraton
- 1939: Le plancher de vaches (auch Drehbuch)
- 1942: Meine größte Liebe (La femme qui j’ai le plus aimée)
- 1942: Ademaï bandit d’honneur
- 1944: Der Nachtigallenkäfig (La cage aux rossignols) (auch Co-Drehbuch)
- 1946: Le père tranquille
- 1948: Les casse-pieds (auch Drehbuch)
- 1949: Rückkehr ins Leben (Retour à la vie)
- 1950: La vie chantée (auch Regie)
- 1951: Die sieben Sünden (Les sept péchés capitaux)

- 1952: La fugue de M. Perle
- 1954: Un fil à la patte (auch Drehbuch)
- 1955: Das Tagebuch des Mister Thompson (Les carnets du Major Thompson)
- 1956: Gaunerkavaliere (Les Truands)
- 1956: Der Damenschreck (La terreur des dames)
- 1956: Guten Tag, Herr Doktor! (Bonjour Toubib)
- 1957: A pièd, à cheval et en voiture
- 1957: Le septième ciel
- 1958: Der unfreiwillige Raketenflieger (A pièd, à cheval et en spoutnik)
- 1959: Messieurs les Ronds-de-Cuir
- 1960: Der Himmel ist schon ausverkauft (Les vieux de la vieille)
- 1961: Wir bitten zu Bett (Les petits matins)
- 1961: Jessica (La sage-femme, le curé et le bon dieu)
- 1965: La sentinelle endormie (auch Drehbuch)